# Tortula epilosa
Tortula epilosa là một loài rêu trong họ Pottiaceae. Loài này được Broth. ex Dusén mô tả khoa học đầu tiên năm 1906.